# Nothoterpna crassisquama
Nothoterpna crassisquama là một loài bướm đêm trong họ Geometridae.